# Пашкевич, Сильвестр
Сильвестр Пашкевич (пол. Sylwester Paszkiewicz; 23 октября 1928, Семяновице-Слёнске) — польский офицер коммунистической госбезопасности ПНР, в 1975—1989 — руководитель Гданьского воеводского управления Службы безопасности, заместитель генерала Анджеевского. Активный участник противостояния ПОРП с профсоюзом Солидарность. Стал известен как организатор захвата и интернирования группы лидеров «Солидарности» 13 декабря 1981. Участник политических репрессий военного положения.

## Офицер в Щецине
Родился в рабочей семье из Верхней Силезии. В 1944 стал членом польского комсомола — Союза борьбы молодых. С 1946 состоял в правящей компартии ППР, с 1948 — в ПОРП.
В марте 1945 шестнадцатилетний Сильвестр Пашкевич поступил на службу в Министерство общественной безопасности (МОБ). Был курьером министерской спецсвязи в Жешуве. В 1946—1955 — референт, начальник отдела контрразведки Щецинского управления МОБ, затем Комитета общественной безопасности. Дослужился до офицерского звания поручика.
В 1956 было создано МВД ПНР, вновь объединившее гражданскую милицию и Службу безопасности (СБ). Сильвестр Пашкевич служил в Щецинской воеводской комендатуре. На этот период приходились рабочие протесты Балтийского побережья. С 1971 Пашкевич в звании подполковника возглавлял отдел контрразведки воеводской СБ.

## Заместитель коменданта в Гданьске

### Противоборство с профдвижением
1 июня 1975 полковник Сильвестр Пашкевич переведён в Гданьскую воеводскую комендатуру и назначен заместителем коменданта по Службе безопасности — то есть начальником регионального управления СБ. Воеводским комендантом был тогда полковник (впоследствии генерал бригады) Ежи Анджеевский.
Во второй половине 1970-х СБ вела борьбу против диссидентских организаций, прежде всего КОС-КОР, KPN, ROPCiO и Свободных профсоюзов Побережья (WZZW). Пашкевичу удалось организовать внедрение в WZZW агента-осведомителя Эдвина Мышка, что было крупным достижением СБ. С другой стороны, тайным информатором свободных профсоюзов и персонально Леха Валенсы был подчинённый Пашкевича капитан СБ Адам Ходыш. В 1979 Ходыш сообщил диссидентам Александру Халлю и Богдану Борусевичу об осведомительской функции Мышка, после чего агент был раскрыт и изгнан.
Летом 1980 года мощное забастовочное движение вынудило руководство ПОРП заключить Августовские соглашения и согласится на создание независимого профсоюза Солидарность. На Гданьской судоверфи базировался центр «Солидарности», проходили заседания Национальной (Всепольской) комиссии профсоюза.
Ситуация в Гданьске отличалась своеобразием: первый секретарь воеводского комитета ПОРП Тадеуш Фишбах представлял «либеральное крыло» и старался вести конструктивный диалог с «Солидарностью», тогда как генерал Анджеевский был видным деятелем сталинистского «партийного бетона». Полковник Пашкевич по должности и по взглядам занимал сторону Анджеевского. Комендант и его заместитель проводили курс варшавского начальства — генерала Цястоня, генерала Кшиштопорского, полковника Вальчиньского — организовывали «дезинтеграционные мероприятия». 1 сентября 1981 Пашкевич был повышен в должности и стал первым заместителем Анджеевского.

### Операция «Mewa»
За несколько часов до введения военного положения 13 декабря 1981 в комендатурах милиции и управлениях СБ были вскрыты запечатанные пакеты. Полковнику Пашкевичу поручались захват и интернирование членов всепольской комиссии «Солидарности», находившихся в Труймясто. Оперативный план получил название Mewa («Чайка») и имел два варианта — «рискованный» и «осторожный». Первый предполагал вторжение оперативников СБ и бойцов ЗОМО во время заседания на Гданьской судоверфи. Второй означал аресты после заседания, в гостиницах и на квартирах. Опасаясь физического сопротивления на судоверфи, Пашкевич предпочёл второй, «осторожный», вариант. В операции «Mewa» были задействованы 1300 сотрудников гданьской милицейской комендатуры и курсантов милицейских школ Слупска и Щитно — примерно по десять на каждого подлежащего изъятию.
В те же часы капитан Ходыш проинформировал о подготовке операции Александра Халля, а через него Леха Валенсу. Однако руководители «Солидарности» не верили, что генерал Ярузельский принял силовое решение.
Основные захваты производились в гданьской гостинице Monopol (командовал майор СБ Рышард Бердыс) и сопотском Grand Hotel 95 (командовал майор Здзислав Собаньский). Среди задержанных были Яцек Куронь, Кароль Модзелевский, Ян Рулевский, Мариан Юрчик, Тадеуш Мазовецкий, Антоний Токарчук. К председателю «Солидарности» Леху Валенсе явились на квартиру первый секретарь Тадеуш Фишбах и воевода Ежи Колодзейский. С трудом они убедили Валенсу выехать в Варшаву, где его взяли под стражу.
В то же время из 100—120 человек, запланированных к задержанию в ночь на 13 декабря, реально оказались интернированы около 40 (существуют цифровые разночтения по источникам). «Ночная охота на „Солидарность“» получилась не слишком удачной. Избежали интернирования такие видные деятели «Солидарности», как Збигнев Буяк, Богдан Лис, Владислав Фрасынюк, Эугениуш Шумейко, Збигнев Ромашевский — вскоре они создали подпольные структуры «Солидарности». В этом плане операция «Mewa», возглавленная Пашкевичем, не считается успехом СБ. (Характерно, что уже ночью 13 декабря начальник СБ генерал Цястонь выражал недовольство и требовал дополнительных мер.) Такой результат даже был назван «первым поражением Ярузельского».

### Силовой политик
Гданьская СБ под руководством полковника Пашкевича участвовала в подавлении забастовки Гданьской судоверфи 13 — 16 декабря 1981, разгоне январской демонстрации, майских и августовских массовых протестов. 8 июня 1984 в Гданьске был арестован один из лидеров подпольной «Солидарности» Богдан Лис. Осенью 1984 раскрыто «подполье в госбезопасности», арестован Адам Ходыш.
При первом секретаре воеводского комитета ПОРП Станиславе Бейгере (во время военного положения сменил «либерала» Фишбаха) в Гданьске резко возросло политическое влияние силовиков, особенно генерала Анджеевского. Полковник Пашкевич как первый заместитель коменданта был значимой политической фигурой региона. С августа 1983 года территориальные комендатуры милиции был преобразованы в управления внутренних дел, соответственно изменилось наименование должности Пашкевича.

## Отставка и «клан»
Весной-осенью 1988 года новая забастовочная волна вновь вынудила руководство ПОРП пойти на переговоры в Магдаленке и провести Круглый стол. На выборах 4 июня 1989 победу одержала «Солидарность». Началась смена общественно-политического строя Польши.
15 июня 1989 Сильвестр Пашкевич был переведён в центральный аппарат МВД. Негласно он занял должность заместителя директора V департамента — контроль над промышленными предприятиями, борьба с заводскими организациями «Солидарности» (директором департамента являлся генерал Сасин). 1 ноября возглавил спецгруппу экономической защиты. До конца марта 1990 находился с миссией в Берлине. 10 апреля 1990 вышел на пенсию.
В Третьей Речи Посполитой Сильвестр Пашкевич не привлекался к ответственности — в отличие от ряда других функционеров СБ, в том числе Юзефа Сасина. Проживает в Гданьске. Его сын Рышард Пашкевич был заместителем окружного прокурора. Своеобразный «клан Пашкевичей» считается влиятельным благодаря своим связям в политических, бизнес- и криминальных кругах. В 2018 Рышард Пашкевич вынужден был давать показания по финансовой афере компании Amber Gold, за связи с «финансовой пирамидой» отстранён от должности. Правые противники либералов утверждают, что деловая основа будущей Гражданской платформы в Гданьске была заложена во времена Анджеевского и Пашкевича.